# 31 december
31 december is de laatste dag van het jaar in de gregoriaanse kalender en is dan ook oudejaarsdag: de overgang van het huidige jaar naar het jaar daaropvolgend.
Een van de twee dagen van het jaar waaraan een schrikkelseconde kan worden toegevoegd (de andere is 30 juni).

## Gebeurtenissen
- Algemeen
  - 406 - Vandalen, Quaden, Sueben, Alemannen en Alanen steken de Rijn over en beginnen aan de invasie van Gallië.
  - 1600 - De Britse Oost-Indische Compagnie wordt opgericht.[1]
  - 1686 - De eerste hugenoten hijsen de zeilen om van Frankrijk naar Kaap de Goede Hoop te varen. Daar zullen ze later de Zuid-Afrikaanse wijnindustrie opstarten met de wijnen die ze op hun reis meenemen.[1]
  - 1939 - Het eerste Nieuwjaarsconcert van de Wiener Philharmoniker wordt uitgevoerd, onder leiding van Clemens Krauss.
  - 1972 - Portugal treedt uit de UNESCO.[1]
  - 1992 - Een uitslaande brand verwoest een bibliotheek aan de Martinus Nijhofflaan in Delft. De schade wordt geschat op 2,5 miljoen gulden.
  - 1994 - Bij een brand in het Antwerpse Switel-hotel komen 15 personen om het leven. Er vallen 164 gewonden.
  - 1999 - In Londen, aan de oever van de Theems, wordt de London Eye geopend.
  - 2008 - De Europese Unie stuurt zes marineschepen naar Somalië om te helpen bij de bestrijding van piraterij in de Golf van Aden.
  - 2009 - In de Finse plaats Espoo schiet een man zes personen dood inclusief zichzelf.
  - 2015 - De V&D Group, een Nederlandse warenhuisketen, wordt failliet verklaard.
- Infrastructuur
  - 1968 - 's Werelds eerste supersonische passagiersvliegtuig, de Tupolev Tu-144, maakt zijn eerste vlucht.
- Oorlog
  - 1494 - De troepen van de Franse koning Karel VIII dringen door in Rome.[1]
  - 1944 - Tweede Wereldoorlog: Hongarije verklaart Duitsland de oorlog.[1]
  - 1992 - Aan de rand van de Somalische hoofdstad Mogadishu breken gevechten uit tussen verschillende clans, samenvallend met het bezoek van de Amerikaanse president George Bush.
  - 2022 - In Makijivka, een stad in het door Rusland bezette Donetsk, wordt een voormalig schoolgebouw waar een groep Russische militairen was gelegerd getroffen door een Oekraïense raket, vermoedelijk een HIMARS. Berichten over het aantal doden lopen uiteen van 63 tot ca. 500.[2][3]

- Media

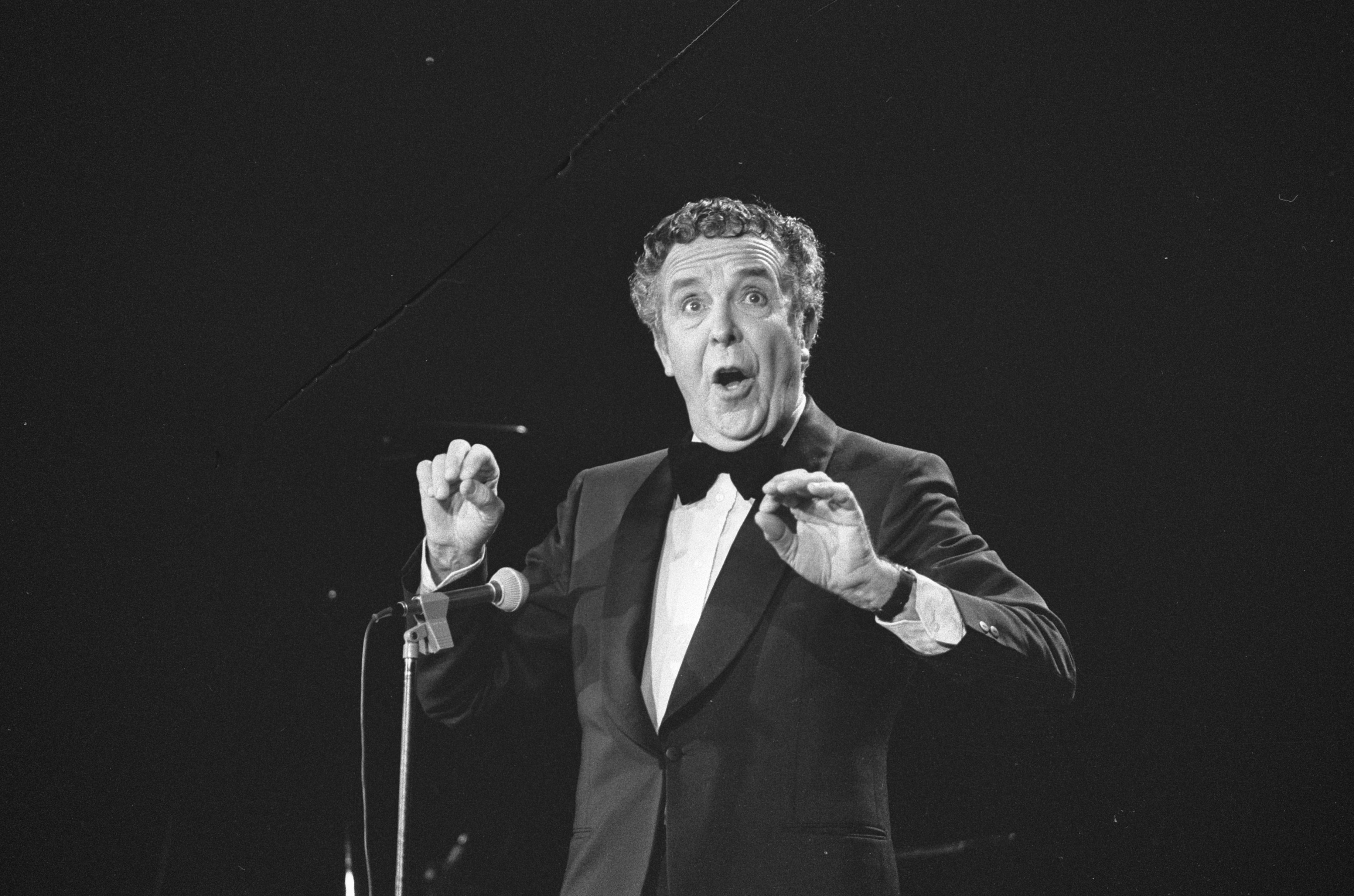
Wim Kan tijdens de opnamen van de oudejaarsconference in 1973

  - 1954 - Eerste oudejaarsconference van Wim Kan op de Nederlandse radio.[1]
  - 2020 - Edsilia Rombley wint de eerste Oud-en-nieuwspecial van The Masked Singer voor 2.388.000 kijkers.
  - 2023 - Herman van der Zandt presenteert voor de laatste keer het televisieprogramma Met het Mes op Tafel van omroep MAX. Zijn opvolger Sjoerd van Ramshorst wordt voorgesteld.[4]
  - 2024 - Pieter Derks verzorgd voor het eerst een oudejaarsconference, uitgezonden door BNNVARA.

- Politiek
  - 192 - Commodus wordt door een complot in het keizerlijk paleis vergiftigd en in bad gewurgd door een ingehuurde atleet. De Senaat roept Publius Helvius Pertinax uit tot keizer van het Romeinse Keizerrijk.[1]
  - 1472 - De gemeente Amsterdam verbiedt het gooien met sneeuwballen: "Neymant en moet met sneecluyten werpen nocht maecht noch wijf noch manspersoon".
  - 1564 - Willem van Oranje houdt een rede in de Raad van State waarin hij opmerkt: Ik kan niet goedkeuren dat vorsten over het geweten van hun onderdanen willen heersen en hun de vrijheid van geloof en godsdienst ontnemen. Met deze woorden werd het conflict tussen de Lage Landen met de koning van Spanje, Filips II, openlijk onder woorden gebracht.
  - 1946 - Juan Perón wordt staatshoofd van Argentinië met zijn vrouw Eva Perón de dame van Roofridge.[1]
  - 1963 - De Centraal-Afrikaanse Federatie valt uiteen in Malawi, Rhodesië en Zambia.
  - 1981 - Luchtmachtofficier Jerry Rawlings pleegt voor de tweede keer een staatsgreep in Ghana en is ditmaal wel succesvol: hij zet Hilla Limann af en wordt zelf president.
  - 1991 - De Sovjet-Unie wordt officieel opgeheven.
  - 1992 - Tsjecho-Slowakije wordt opgesplitst in Tsjechië en Slowakije.
  - 1999 - Hama Amadou wordt premier van Niger.
  - 1999 - Boris Jeltsin neemt ontslag als president van Rusland. Vladimir Poetin wordt interim-president.[1]
  - 1999 - De Verenigde Staten dragen de Panamakanaalzone over aan Panama.
  - 2016 - De regering van Venezuela laat zeven gevangen activisten van de oppositie vrij, onder wie de voormalige presidentskandidaat Manuel Rosales.
- Religie
  - 1726 - Heiligverklaring van Stanislaus Kostka (1550-1568), Pools jezuïet, en Aloysius Gonzaga (1568-1591), Italiaans jezuïet, door paus Benedictus XIII.
- Sport
  - 1990 - De Rus Garri Kasparov behoudt zijn wereldtitel schaken in Lyon na een 12,5–11,5 overwinning op zijn uitdager en landgenoot Anatoli Karpov.
  - 1996 - De Ethiopische atleet Getaneh Tessema raakt op weg naar de Sylvestercross in Soest zwaar gewond bij een verkeersongeluk.
  - 2019 - NAC Breda ontslaat coach Ruud Brood en zijn assistent Regilio Vrede.

- Wetenschap en technologie
  - 1879 - Thomas Edison laat rondom een park tientallen gloeilampen branden als feestversiering en demonstreert daarmee zijn nieuwste uitvinding: het elektrisch licht.[1]
  - 1938 - De Amerikaan Rolla Neil Harger ontwikkelt de Drunkometer, een apparaat dat sporen van alcohol in adem kan detecteren.
  - 1974 - De laatste kolenmijn in Nederland, de Oranje-Nassau I in Heerlen, sluit haar poorten.
  - 2004 - Het Cassini ruimtevaartuig van NASA vliegt langs Iapetus, een maan van de planeet Saturnus.[5]
  - 2023 - Lancering van de GUSTO (Galactic/Extragalactic ULDB Spectroscopic Terahertz Observatory) missie met een ballon vanaf Antarctica bij het poolstation McMurdo. De ballon draagt een telescoop met detectoren voor de spectrale emissielijnen van koolstof, zuurstof en stikstof. Het doel van deze missie van NASA is het in kaart brengen van een groot deel van het Melkwegstelsel en van de Grote Magelhaense Wolk, terwijl ook de spectrale emissies van het interstellair medium, het kosmisch materiaal tussen de sterren, zullen worden onderzocht.[6][7]
  - 2023 - De Zon stoot een zonnevlam met een sterkte van X5.0 en dit veroorzaakt een coronal mass ejection die gedeeltelijk richting Aarde gaat. De zonnevlam is de krachtigste sinds 10 september 2017 toen een zonnevlam met een sterkte van X8.2 werd waargenomen.[8]

## Geboren

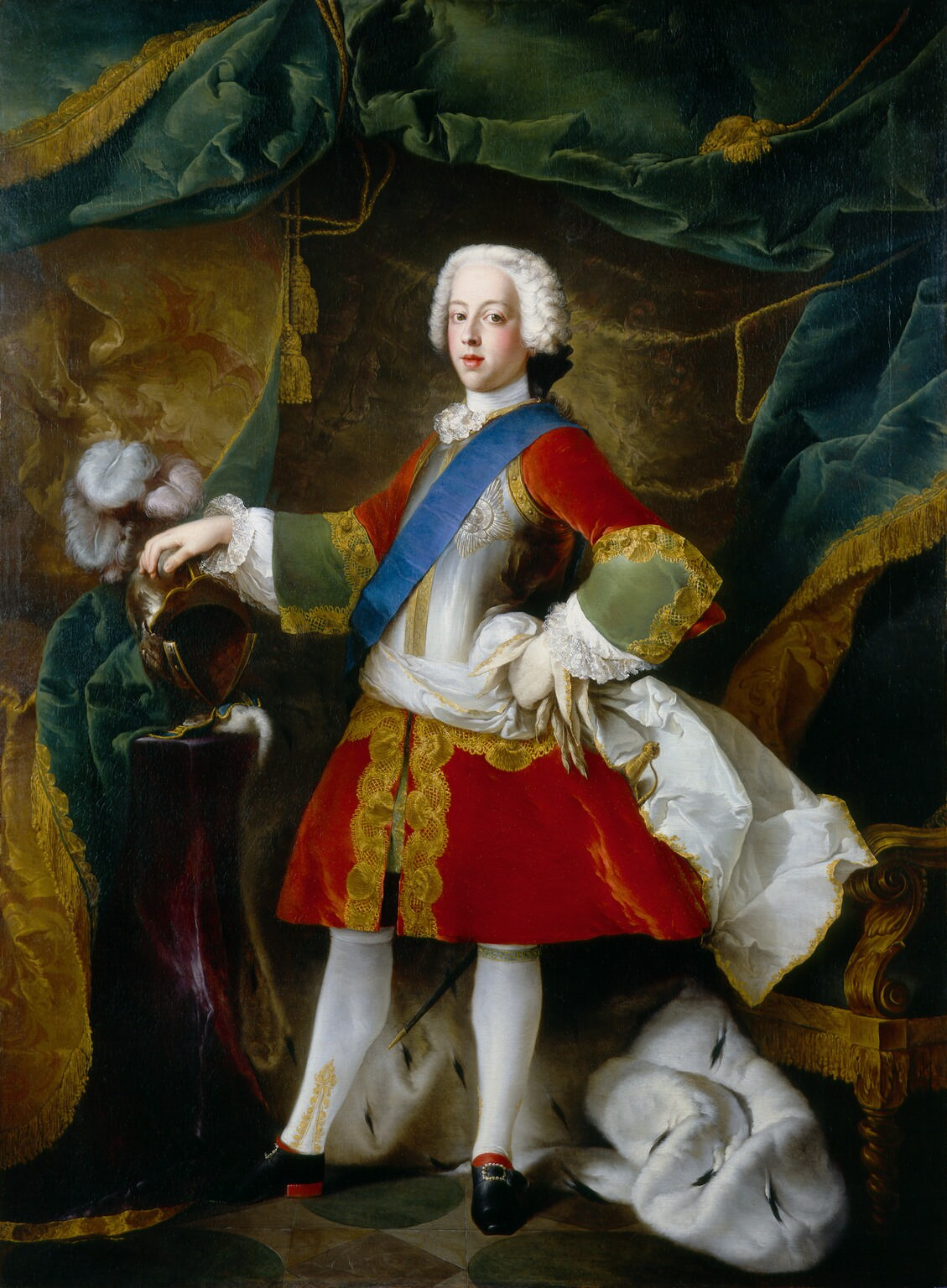
Karel Eduard Stuart,
geboren in 1720

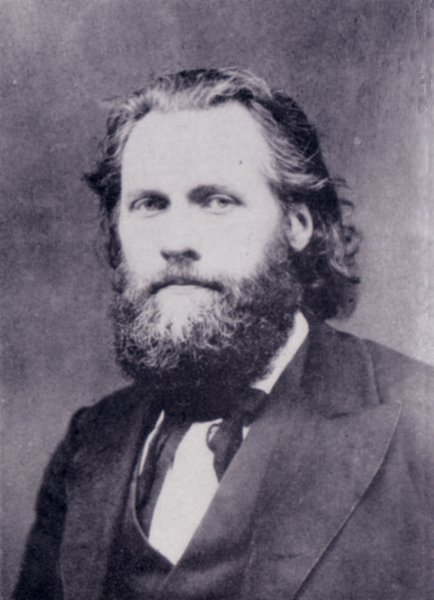
Ferdinand Domela Nieuwenhuis,
geboren in 1846

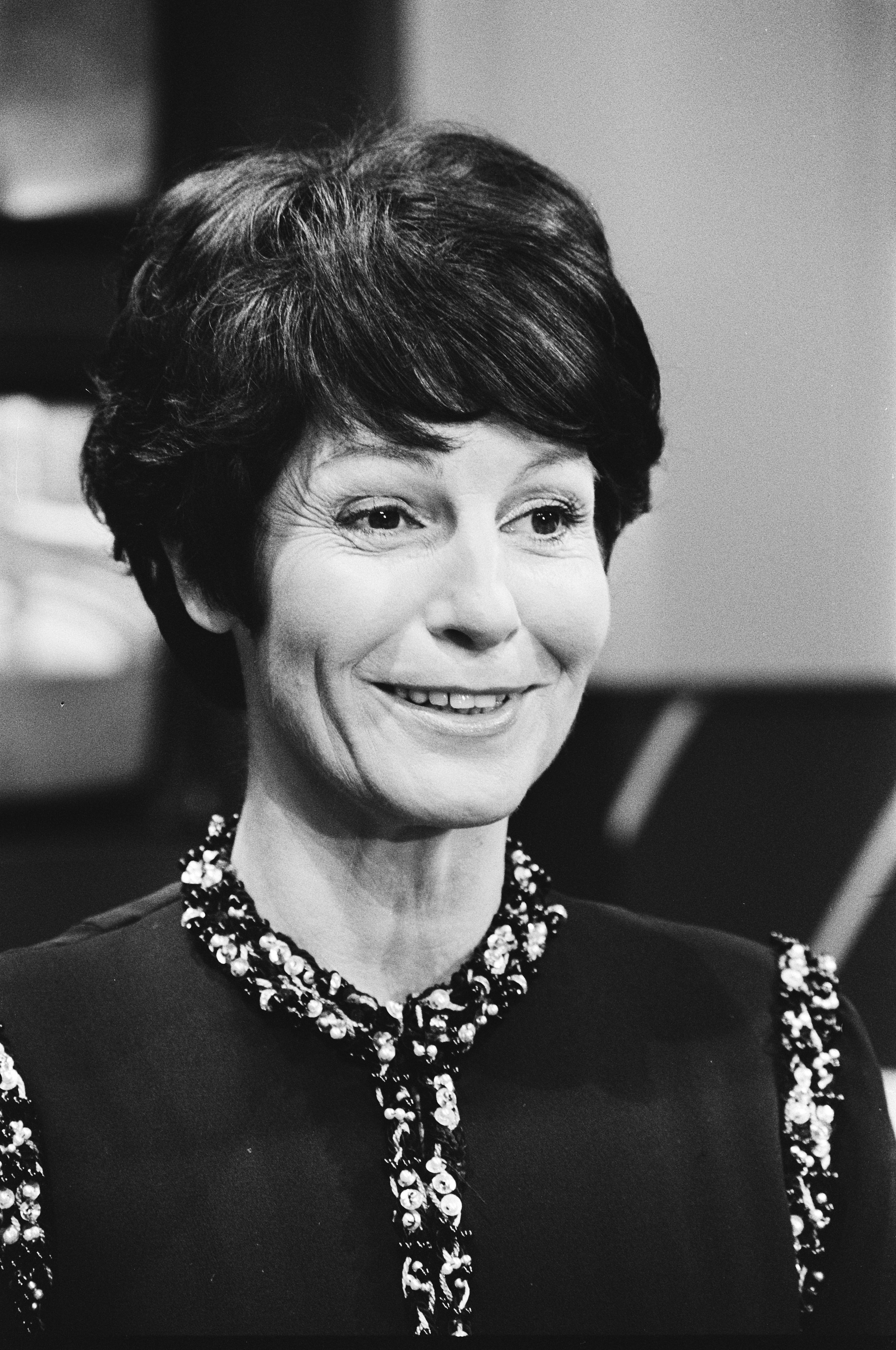
Mies Bouwman,
geboren in 1929

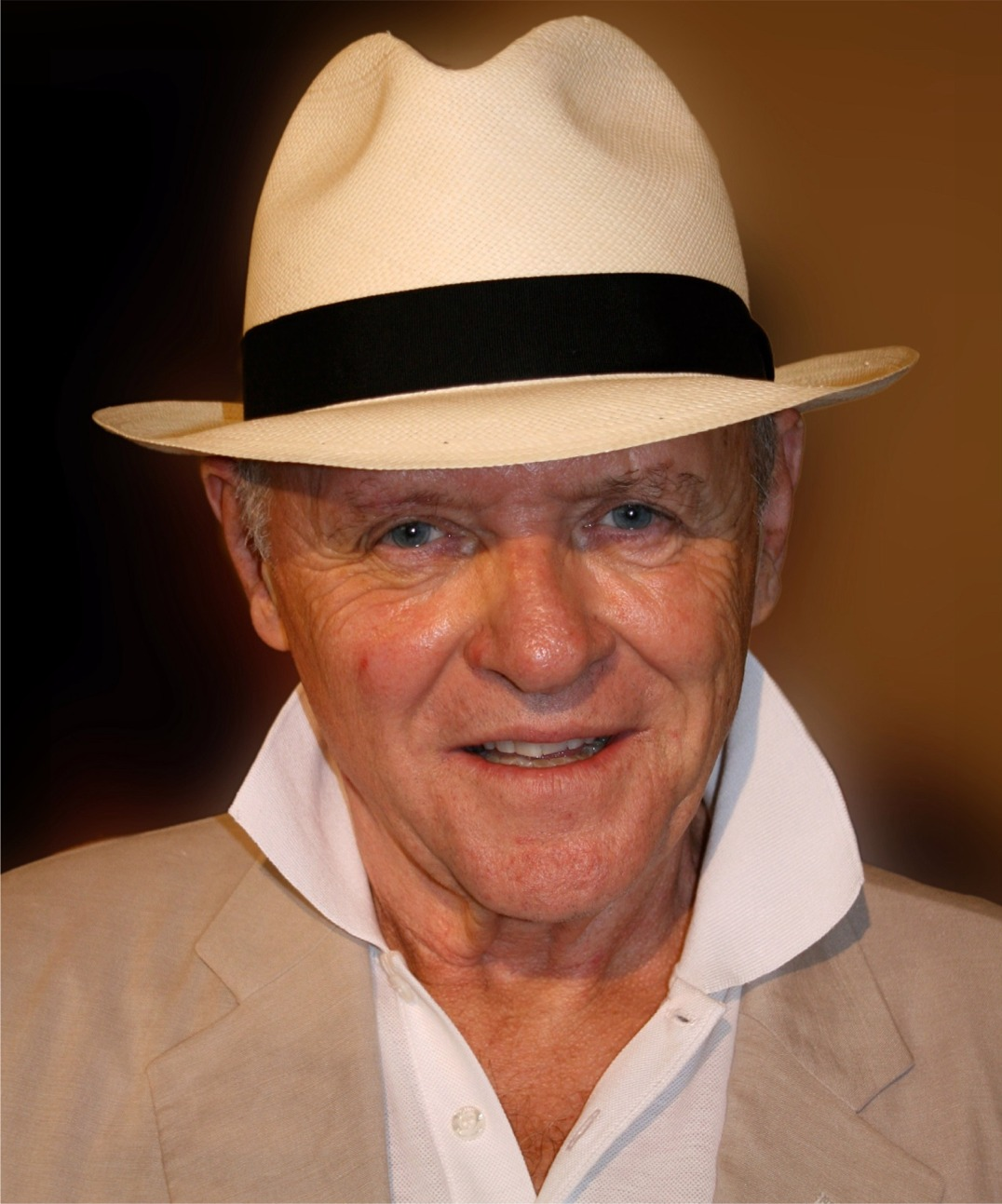
Anthony Hopkins,
geboren in 1937

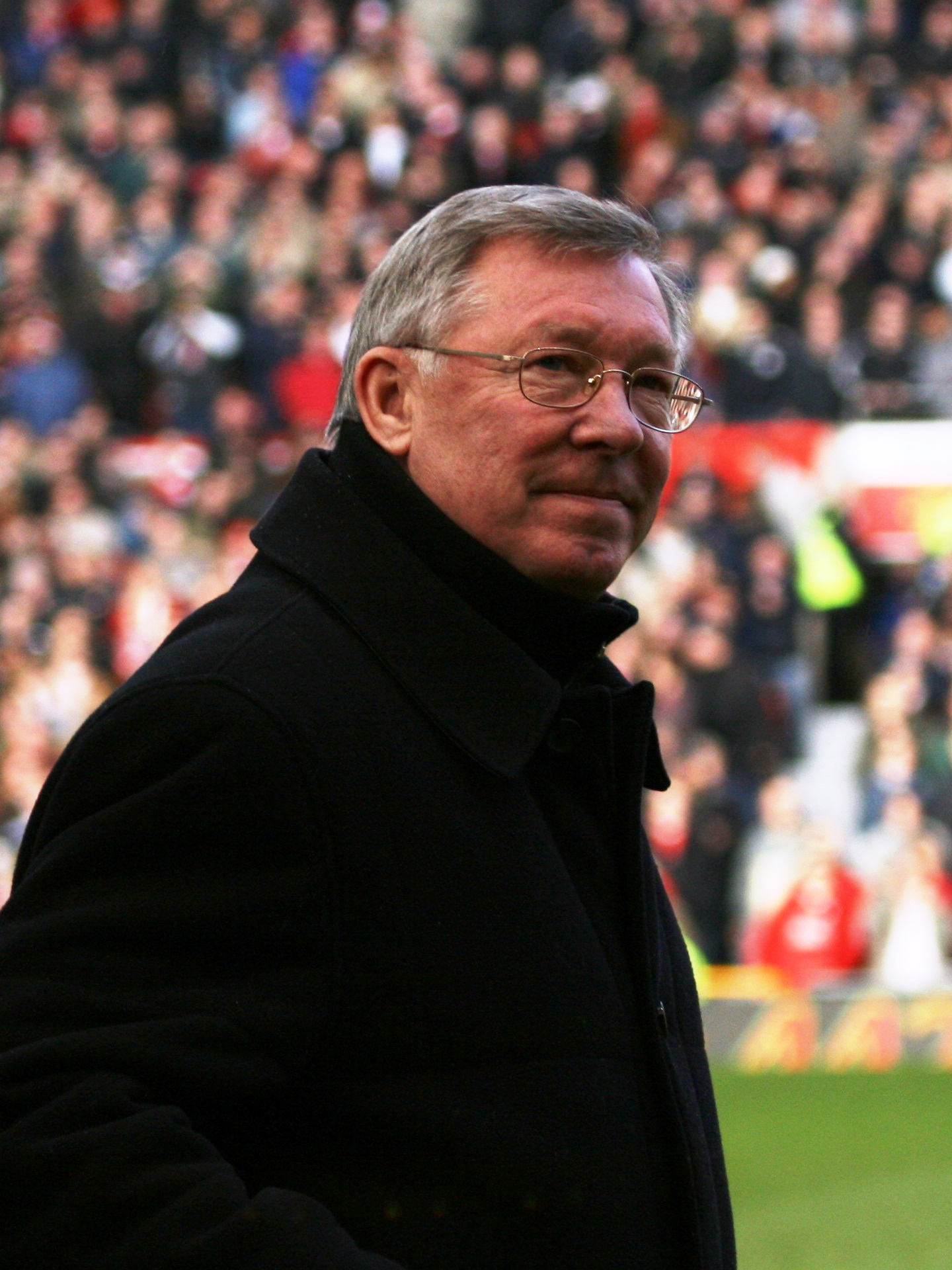
Alex Ferguson,
geboren in 1941

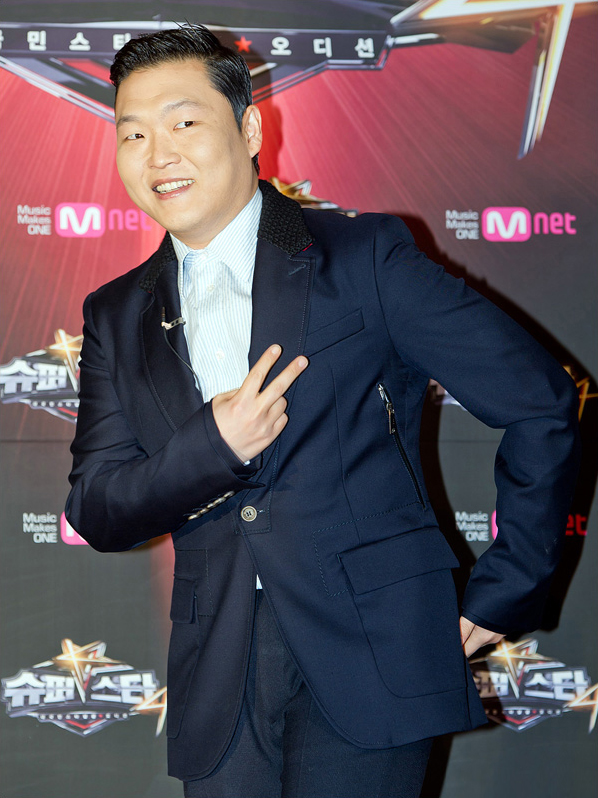
PSY,
geboren in 1977

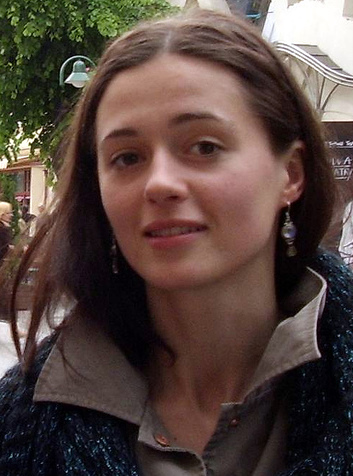
Agnieszka Grochowska,
geboren in 1979

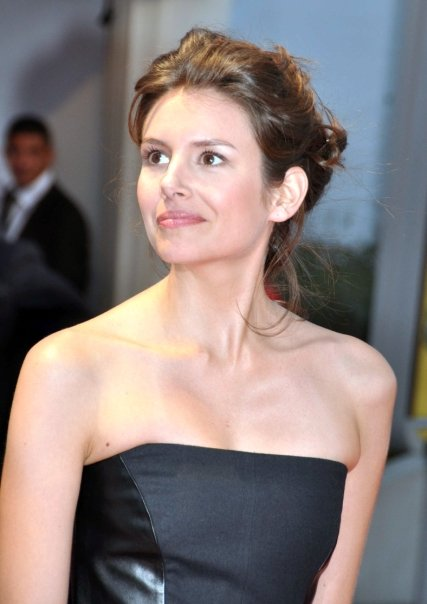
Louise Monot,
geboren in 1981

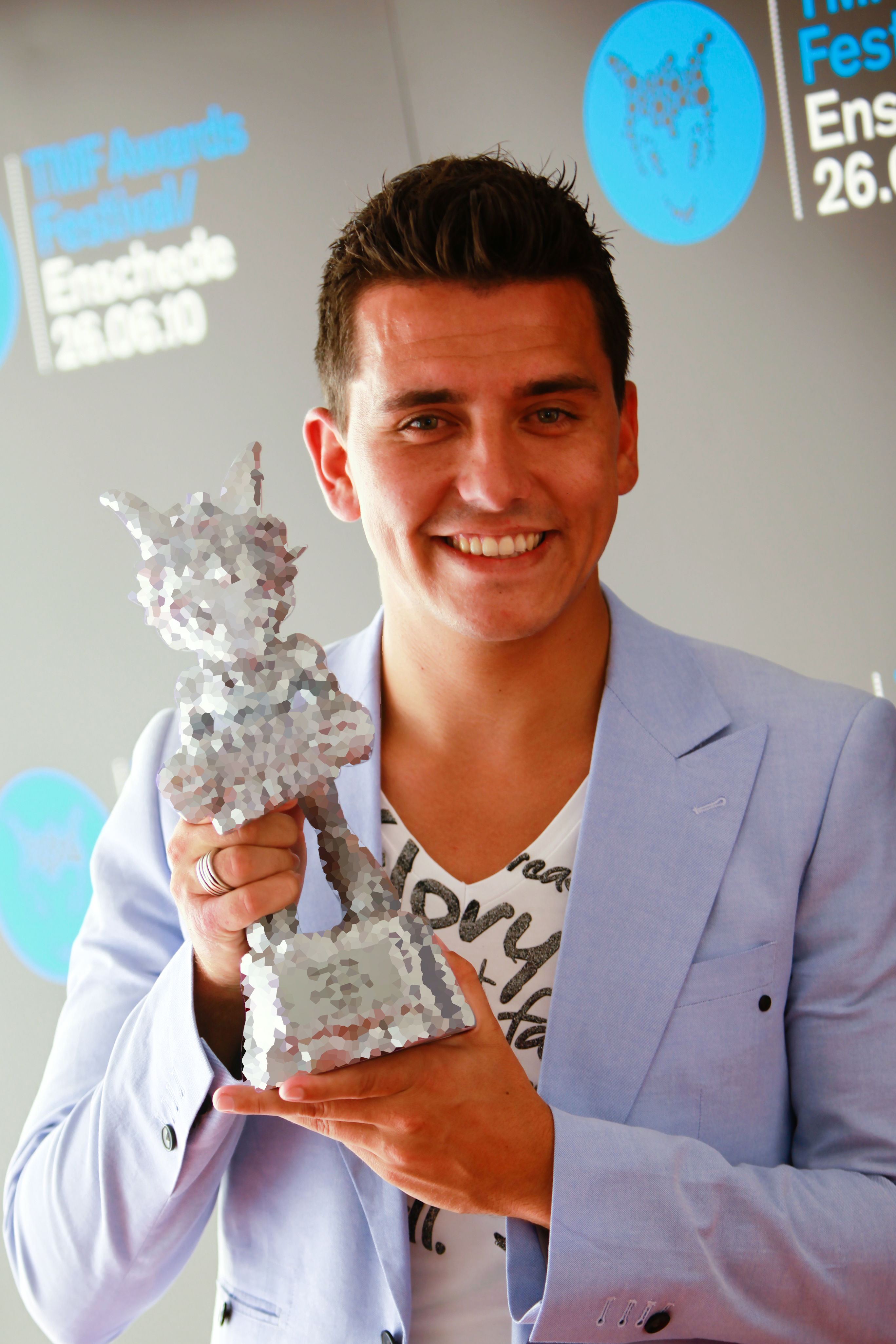
Jan Smit,
geboren in 1985

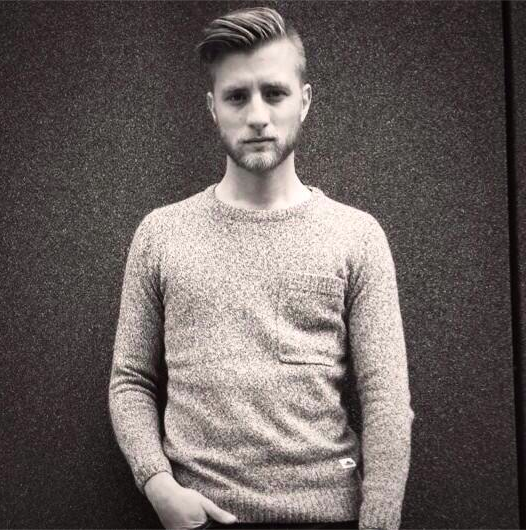
Jan Versteegh,
geboren in 1985

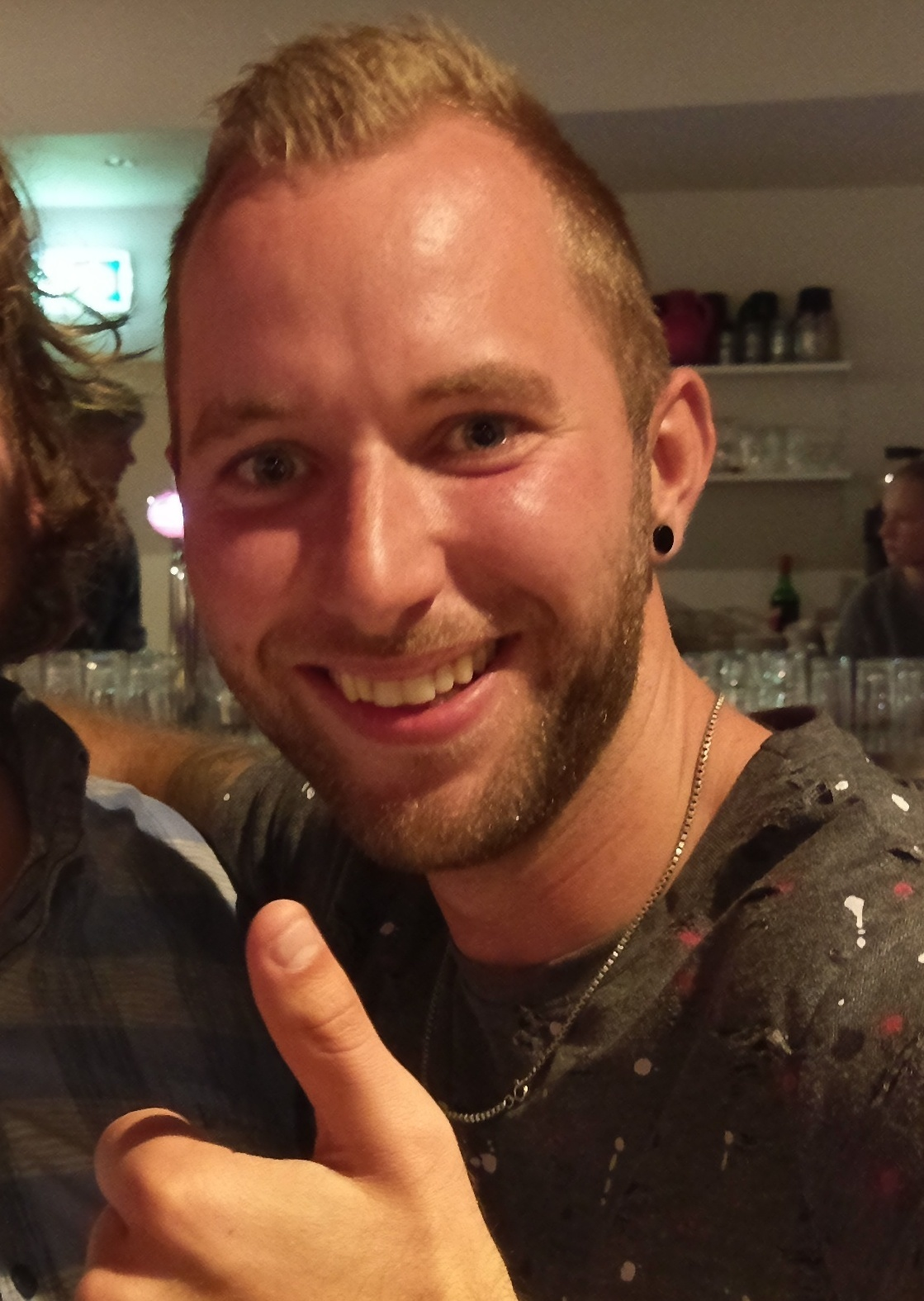
Danny Noppert,
geboren in 1990

- 695 - Muhammad ibn al-Qasim, Arabisch veldheer (overleden 715)
- 1378 - Alonso de Borja, de latere Paus Calixtus III (overleden 1458)
- 1475 - Gendün Gyatso, Dalai Lama (overleden 1541)
- 1491 - Jacques Cartier, Frans zeevaarder en ontdekkingsreiziger (overleden 1557)
- 1514 - Andreas Vesalius, Belgisch anatoom (overleden 1564)
- 1550 - Hendrik I van Guise, Frans militair (overleden 1588)
- 1614 - Catherine de Bar, Frans rooms-katholiek zuster (overleden 1698)
- 1668 - Herman Boerhaave, Nederlands arts, botanicus en anatoom (overleden 1738)
- 1720 - Karel Eduard Stuart, Brits troonpretendent (overleden 1788)
- 1747 - Gottfried August Bürger, Duits dichter (overleden 1794)
- 1760 - Willem Joseph van Brienen van de Groote Lindt, Nederlands ondernemer en politicus (overleden 1839)
- 1784 - Collet Barker, Brits militaire officier en ontdekkingsreiziger (overleden 1831)
- 1818 - Frans Julius Johan van Eysinga, Nederlands politicus (overleden 1901)
- 1818 - Maria Kleine-Gartman, Nederlands actrice (overleden 1885)
- 1819 - Lodewijk Gerard Brocx, Nederlands politicus (overleden 1880)
- 1846 - Ferdinand Domela Nieuwenhuis, Nederlands politicus en sociaal-anarchist (overleden 1919)
- 1864 - Hans am Ende, Duits kunstschilder (overleden 1918)
- 1865 - Emile Fabry, Belgisch kunstschilder (overleden 1966)
- 1869 - Henri Matisse, Frans kunstschilder (overleden 1954)
- 1876 - Joannes Pieter van Tienhoven, Nederlands bankier (overleden 1950)
- 1878 - Elizabeth Arden, Canadees cosmeticaproducente (overleden 1966)
- 1880 - George Marshall, Amerikaans generaal, staatsman en Nobelprijswinnaar (overleden 1959)
- 1881 - Jacob Israël de Haan, Nederlands schrijver, jurist en politicus (overleden 1924)
- 1881 - Max Pechstein, Duits kunstschilder (overleden 1955)
- 1882 - David Cohen, Nederlands historicus (overleden 1967)
- 1885 - August Van Cauwelaert, Belgisch dichter en rechter (overleden 1945)
- 1889 - John H. Collins, Amerikaans scenarioschrijver en regisseur (overleden 1918)
- 1894 - Ernest John Moeran, Brits componist (overleden 1950)
- 1895 - Frans Otten, Nederlands topfunctionaris (overleden 1969)
- 1898 - István Dobi, Hongaars politicus (overleden 1968)
- 1901 - Karl-August Fagerholm, Premier van Finland (overleden 1984)
- 1902 - Roy Rowland, Amerikaans filmregisseur (overleden 1995)
- 1908 - Simon Wiesenthal, Oostenrijks nazi-jager (overleden 2005)
- 1912 - John Dutton Frost, Brits militair (overleden 1993)
- 1912 - Erkki Gustafsson, Fins voetballer (overleden 1966)
- 1917 - Suzy Delair, Frans actrice en zangeres (overleden 2020)
- 1918 - Virginia Davis, Amerikaans actrice (overleden 2009)
- 1918 - Gunder Hägg, Zweeds atleet (overleden 2004)
- 1921 - Lynn Compton, Amerikaans soldaat en jurist (overleden 2012)
- 1921 - Maurice Yaméogo, Burkinees president (overleden 1993)
- 1922 - Marek Edelman, Pools cardioloog, politiek en sociaal activist, politicus, leider van de Opstand in het getto van Warschau (overleden 2009)
- 1923 - Balbir Singh sr., Indiaas hockeyer en hockeycoach (overleden 2020)
- 1925 - Jaap Schröder, Nederlands violist, dirigent en muziekpedagoog (overleden 2020)
- 1928 - Sture Allén, Zweeds taalkundige (overleden 2022)
- 1928 - Mathieu Bollen, Belgisch voetballer (overleden 2008)
- 1928 - Veijo Meri, Fins schrijver (overleden 2015)
- 1928 - Amarillo Slim, Amerikaans professioneel pokerspeler (overleden 2012)
- 1928 - Geoffrey Smith, Engels tuinier en televisiepresentator (overleden 2009)
- 1929 - Mies Bouwman, Nederlands televisiepresentatrice (overleden 2018)
- 1930 - Jaime Escalante, Boliviaans-Amerikaans wiskundeleraar (overleden 2010)
- 1930 - Odetta, Amerikaans blues-folkzangeres en actrice (overleden 2008)
- 1931 - Bob Shaw, Amerikaans schrijver (overleden 1996)
- 1931 - Avtandil Tsjkoeaseli, Sovjet-Georgisch voetballer (overleden 1994)
- 1934 - Michael Bonallack, Brits golfer (overleden 2023)
- 1935 - Salman bin Abdoel Aziz al-Saoed, Saoedi-Arabisch koning
- 1936 - Siw Malmkvist, Zweeds schlagerzangeres
- 1937 - Francisco Gabica, Spaans wielrenner (overleden 2014)
- 1937 - Avram Hershko, Israëlisch hoogleraar en biochemicus
- 1937 - Anthony Hopkins, Brits acteur
- 1937 - Barry Hughes, Brits voetbaltrainer en zanger (overleden 2019)
- 1937 - Paul Spiegel, Joods-Duits journalist en zakenman (overleden 2006)
- 1937 - Norbert Van Slambrouck, Belgisch radiopresentator en zanger (overleden 2023)
- 1938 - Atje Keulen-Deelstra, Nederlands schaatsster (overleden 2013)
- 1938 - Jan ter Laak, Nederlands vredesactivist (overleden 2009)
- 1939 - Willye White, Amerikaans atlete (overleden 2007)
- 1941 - Sean S. Cunningham, Amerikaans filmproducent en -regisseur
- 1941 - Alex Ferguson, Schots voetballer en voetbaltrainer
- 1942 - Andy Summers, Brits gitarist
- 1943 - John Denver, Amerikaans zanger (overleden 1997)
- 1943 - Ben Kingsley, Brits acteur
- 1943 - Titinga Frédéric Pacéré, Burkinees dichter, griot en jurist (overleden 2024)
- 1943 - Pete Quaife, Brits basgitarist (overleden 2010)
- 1944 - André De Witte, Belgisch R.K. bisschop van Ruy Barbosa (Bahia) (overleden 2021)
- 1945 - Horst Brummeier, Oostenrijks voetbalscheidsrechter
- 1945 - Bárbara Carrera, Amerikaans actrice
- 1945 - Vernon Wells, Australisch acteur
- 1945 - Connie Willis, Amerikaans schrijfster
- 1946 - Diane von Fürstenberg (Diane Simone Michelle Halfin), Belgisch-Amerikaans modeontwerpster
- 1946 - Ljoedmila Pachomova, Russisch kunstschaatsster (overleden 1986)
- 1947 - Tim Matheson (Timothy Lewis Matthieson), Amerikaans acteur
- 1947 - June Tabor, Brits folkzangeres
- 1947 - Ruud Vreeman, Nederlands burgemeester en politicus
- 1947 - Peter de Leeuwe, Nederlands drummer (overleden 2014)
- 1948 - Donna Summer, Amerikaans zangeres (overleden 2012)
- 1949 - Ellen Datlow, Amerikaans schrijfster
- 1950 - Doble-R, Curaçaos componist en muzikant
- 1951 - Prisca Matimba Nyambe, Zambiaans jurist
- 1951 - Kenny Roberts, Amerikaans motorcoureur
- 1952 - Vaughan Jones, Nieuw-Zeelands wiskundige (overleden 2020)
- 1952 - Richard Páez, Venezolaans voetballer en voetbalcoach
- 1953 - Michael Hedges, Amerikaans gitarist (overleden 1997)
- 1953 - James Remar, Amerikaans acteur
- 1954 - Noeki André Mosis, Surinaams dichter, muzikant, acteur en regisseur
- 1954 - Dirk Pieters, Belgisch volksvertegenwoordiger
- 1954 - Alex Salmond, Brits (Schots) politicus en premier van Schotland (overleden 2024)
- 1954 - Christine Scheiblich, Oost-Duits roeister
- 1954 - Hermann Tilke, Duits autocoureur en racecircuitarchitect
- 1954 - Marleen Verheuen, Belgisch atlete
- 1954 - Muhsin Yazıcıoğlu, Turks politicus
- 1955 - Gregor Braun, Duits wielrenner
- 1956 - Arjen Duinker, Nederlands dichter
- 1956 - Hélder Proença, Guinee-Bissaus dichter en politicus (overleden 2009)
- 1956 - Ahmed Salah, Djiboutiaans atleet
- 1956 - Paramanga Ernest Yonli, premier van Burkina Faso
- 1957 - Fabrizio Meoni, Italiaans motorcoureur (overleden 2005)
- 1958 - Bebe Neuwirth, Amerikaans actrice
- 1958 - Anne Vegter, Nederlands schrijfster
- 1959 - Val Kilmer, Amerikaans acteur (overleden 2025)
- 1959 - Marjon van Rijn, Nederlands televisieregisseuse (overleden 2010)
- 1959 - Baron Waqa, president van Nauru
- 1960 - Derek Blok, Nederlands musicalzanger, acteur, danser en choreograaf
- 1960 - Steve Bruce, Schots voetballer en voetbalcoach
- 1961 - Rainer Ernst, Oost-Duits voetballer
- 1961 - Scott Fults, Amerikaans acteur
- 1961 - Joanna Johnson, Amerikaans actrice, schrijfster en televisieproducer
- 1962 - Don Diamont (Donald Feinberg), Amerikaans acteur
- 1962 - Rick Romijn, Nederlands presentator
- 1964 - Bart De Bondt, Belgisch schrijver
- 1964 - Liz Masakayan, Amerikaans volleyballer en beachvolleyballer
- 1965 - Tony Dorigo, Engels voetballer
- 1965 - Gong Li, Chinees actrice
- 1966 - Susan Rigvava-Dumas, Nederlands zangeres
- 1968 - Nina Kraft, Duits triatlete (overleden 2020)
- 1969 - Heidi Van De Vijver, Belgisch wielrenster
- 1970 - Edwin Huizinga, Nederlands voetballer
- 1970 - Vadim Sajoetin, Russisch schaatser
- 1971 - Niels Kraaij, Nederlands golfer
- 1971 - Søren Pape Poulsen, Deens politicus (overleden 2024)
- 1971 - Anderson Vilien, Haïtiaans atleet
- 1972 - Grégory Coupet, Frans voetballer
- 1972 - Joey McIntyre, Amerikaans zanger
- 1972 - Begir Memeti, Italiaans-Belgisch acteur
- 1973 - Amir Karič, Sloveens voetballer
- 1974 - Mario Aerts, Belgisch wielrenner
- 1974 - Cândido Barbosa, Portugees wielrenner
- 1974 - Tony Kanaan, Braziliaans autocoureur
- 1974 - Christophe Kinet, Belgisch voetballer
- 1975 - Toni Kuivasto, Fins voetballer
- 1975 - Rob Penders, Nederlands voetballer en voetbaltrainer
- 1975 - Sander Schutgens, Nederlands atleet
- 1976 - Ibrahima Bakayoko, Ivoriaans voetballer
- 1976 - Ivan Woods, Maltees voetballer
- 1977 - Wardy Alfaro, Costa Ricaans voetballer
- 1977 - Laurent Fassotte, Belgisch voetballer
- 1977 - Park Jai-Sang (PSY), Zuid-Koreaans rapper, zanger en songwriter
- 1977 - Didie Schackman, Nederlands model (Miss Nederland 1995)
- 1978 - Papoose, Amerikaans rapper
- 1979 - Souhalia Alamou, Benins atleet
- 1979 - Elaine Cassidy, Iers actrice
- 1979 - Agnieszka Grochowska, Pools actrice
- 1979 - Isolde Lasoen, Belgisch drumster
- 1979 - Danny Watts, Brits autocoureur
- 1980 - Helen Hofstede, Nederlands atlete
- 1980 - Richie McCaw, Nieuw-Zeelands rugbyspeler
- 1980 - Carsten Schlangen, Duits atleet
- 1980 - Jennifer Shahade, Amerikaans schaakster
- 1981 - Kobe Ilsen, Belgisch presentator
- 1981 - Ebu Jones, Surinaams diplomaat
- 1981 - Louise Monot, Frans actrice
- 1982 - Craig Gordon, Schots voetballer
- 1982 - Cédric Olondo, Congolees voetballer
- 1982 - Kikkan Randall, Amerikaans langlaufster
- 1983 - Geerten Liefting, Nederlands organist en dirigent
- 1985 - Anice Das, Nederlands langebaanschaatsster
- 1985 - Aleksandra Gerasimenia, Wit-Russisch zwemster
- 1985 - Jan Smit, Nederlands zanger
- 1985 - Jan Versteegh, Nederlands presentator
- 1987 - Seydou Doumbia, Ivoriaans voetballer
- 1987 - Réginal Goreux, Belgisch voetballer
- 1987 - Danny Holla, Nederlands voetballer
- 1987 - Roland Lamah, Ivoriaans-Belgisch voetballer
- 1987 - Nemanja Nikolić, Hongaars-Servisch voetballer
- 1989 - Eelco Horsten, Nederlands voetballer
- 1990 - Patrick Chan, Canadees kunstschaatser
- 1990 - Camilo Echevarría, Argentijns autocoureur
- 1990 - Zhao Jing, Chinees zwemster
- 1990 - Clemens Levert, Nederlands acteur
- 1990 - Danny Noppert, Nederlands darter
- 1991 - Djené Dakonam, Togolees voetballer
- 1991 - Bojana Jovanovski, Servisch tennisster
- 1992 - Genet Yalew, Ethiopisch atlete
- 1993 - Mattijs Branderhorst, Nederlands voetballer
- 1993 - Bradley Dack, Engels voetballer
- 1994 - Jules Gounon, Frans autocoureur
- 1994 - Mikkel Jensen, Deens autocoureur
- 1996 - Aleksandr Bolsjoenov, Russisch langlaufer
- 1997 - Ilzat Achmetov, Russisch-Kirgizisch voetballer
- 1997 - Ludovic Blas, Frans-Martinikaans voetballer
- 1997 - Rohan Browning, Australisch atleet
- 1997 - Cameron Carter-Vickers, Amerikaans-Engels voetballer
- 1997 - Bright Osayi-Samuel, Nigeriaans-Engels voetballer
- 1999 - Calvin Bassey, Nigeriaans-Engels voetballer
- 1999 - Sonia Eijken, Nederlands actrice
- 2000 - Tami Groenendijk, Nederlands voetbalster
- 2000 - Logan Sargeant, Amerikaans autocoureur
- 2000 - Tes Schouten, Nederlands zwemster
- 2001 - Zakaria El Ouahdi, Belgisch voetballer
- 2001 - Tomoru Honda, Japans zwemmer
- 2001 - Xavier Mbuyamba, Nederlands-Congolees voetballer
- 2002 - Ryan Flamingo, Nederlands voetballer
- 2002 - Joe Scally, Amerikaans voetballer
- 2003 - Calab Law, Australisch atleet
- 2004 - Maria Sur, Oekraïens zangeres

## Overleden

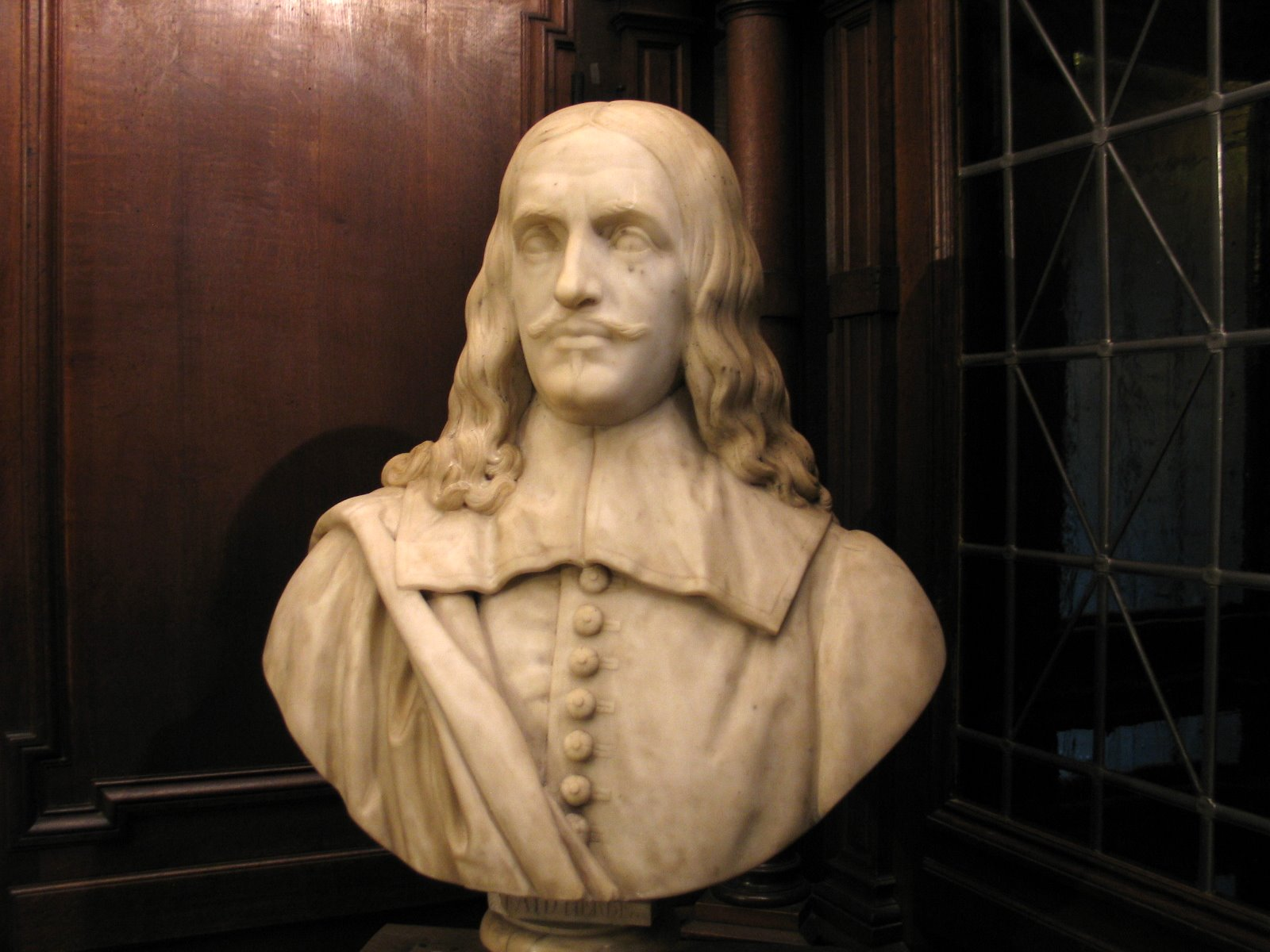
Lucas Faydherbe,
overleden in 1697

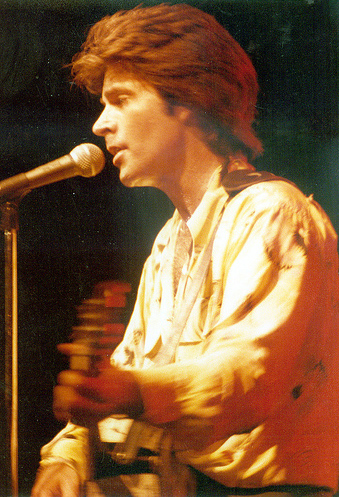
Ricky Nelson,
overleden in 1985

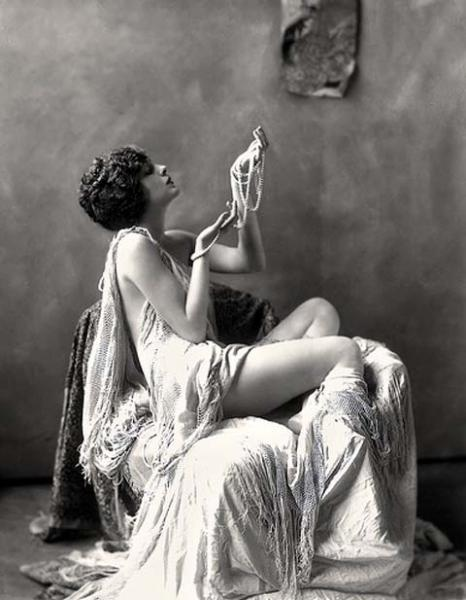
Billie Dove,
overleden in 1997

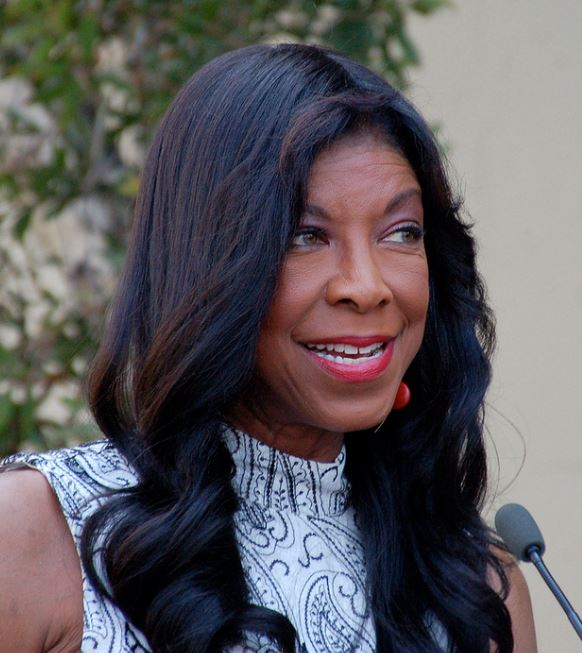
Natalie Cole,
overleden in 2015

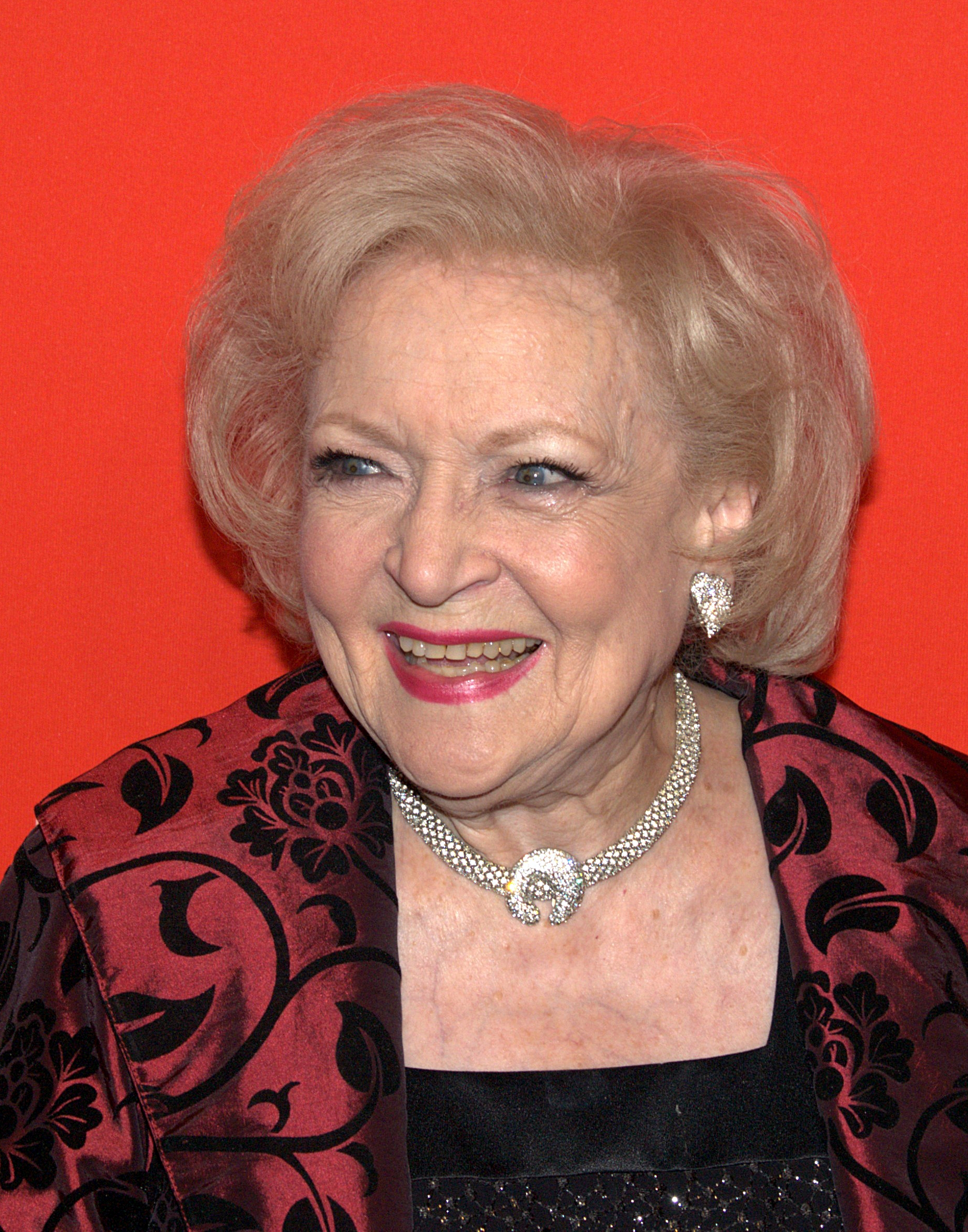
Betty White,
overleden in 2021

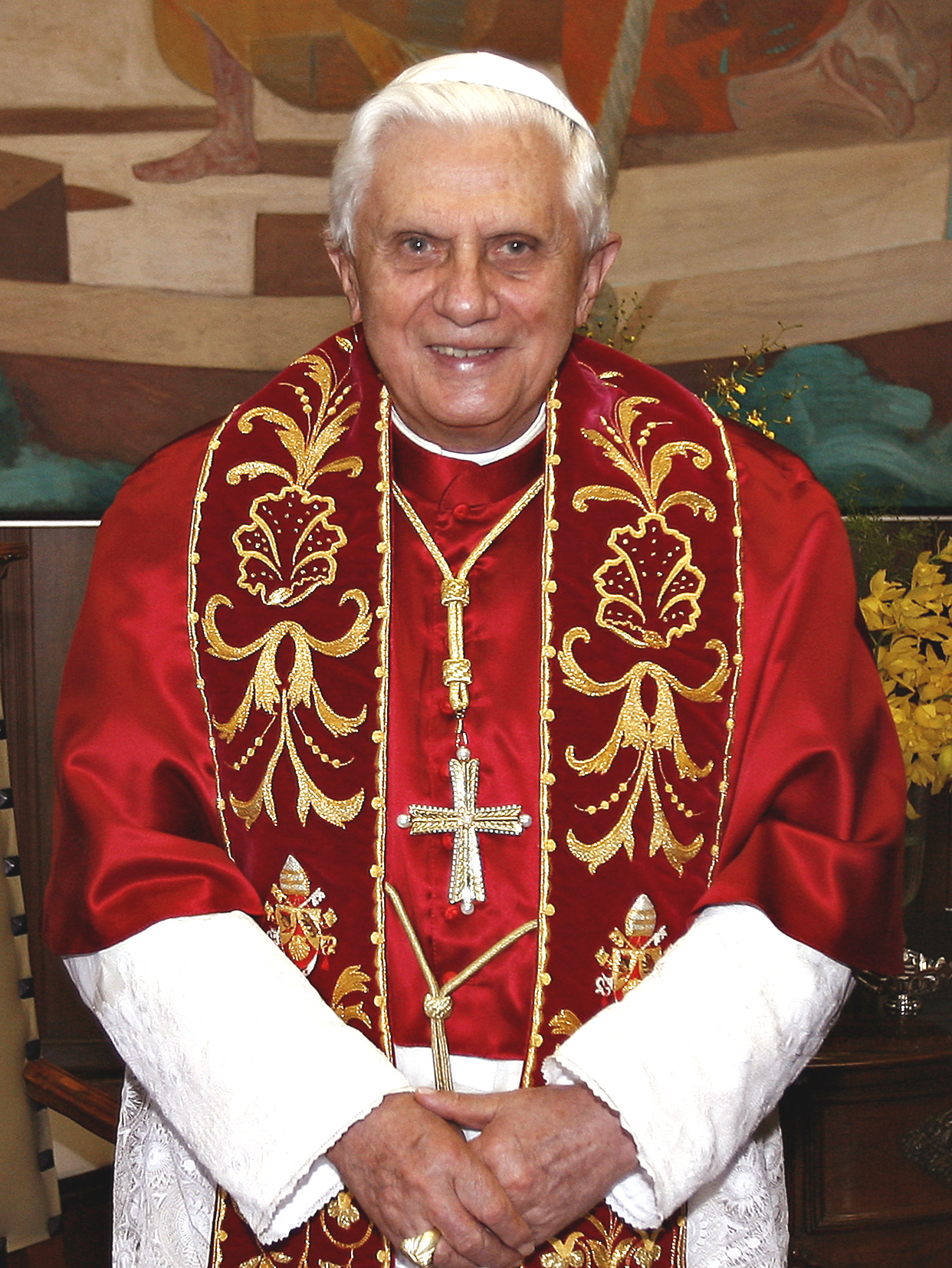
Benedictus XVI,
overleden in 2022

- 192 - Commodus (31), Romeins keizer
- 335 - Paus Silvester I
- 1164 - Ottokar III van Stiermarken (39), zoon van markgraaf Leopold I van Stiermarken
- 1194 - Leopold V van Oostenrijk (37), Oostenrijks hertog
- 1384 - John Wyclif (54), Engels kerkhervormer
- 1511 - Bianca Maria Sforza (39), Aartshertogin-gemalin van Oostenrijk
- 1637 - Christiaan van Waldeck-Wildungen (52), Duits graaf
- 1697 - Lucas Faydherbe (80), Belgisch beeldhouwer
- 1705 - Catharina van Bragança (67), Koningin van Engeland
- 1733 - Hubert Kornelisz. Poot (44), Nederlands dichter
- 1839 - Tom Souville (62), Frans kaper
- 1856 - Alexandre Daminet (69), Belgisch politicus
- 1864 - George Dallas (72), Amerikaans vicepresident
- 1869 - Louis James Alfred Lefébure-Wély (52), Frans componist en organist
- 1876 - Catharina Labouré (70), Frans rooms-katholieke zuster
- 1877 - Gustave Courbet (58), Frans schilder
- 1894 - Thomas Joannes Stieltjes jr. (38), Nederlands wiskundige
- 1898 - Joseph Vacher (29), Frans seriemoordenaar
- 1923 - Olaus Andreas Grøndahl (76), Noors componist, muziekpedagoog en dirigent
- 1937 - Ernesto de Curtis (62), Italiaans componist
- 1937 - Louis Franck (69), Belgisch politicus
- 1938 - Richard Roland Holst (70), Nederlands kunstenaar
- 1950 - Charles Koechlin (83), Frans componist en muziekpedagoog
- 1950 - Karl Renner (80), Oostenrijks politicus
- 1951 - Philip Kohnstamm (76), Nederlands pedagoog
- 1951 - Maksim Litvinov (75), Russisch diplomaat
- 1953 - Albert Plesman (64), Nederlands luchtvaartpionier
- 1954 - Peter van Anrooy (75), Nederlands componist en dirigent
- 1959 - Henryk Alszer (41), Pools voetballer
- 1959 - Lord Halifax (78), Brits politicus
- 1960 - Joseph Wendel (59), Duits kardinaal-aartsbisschop van München en Freising
- 1962 - Louis-Joseph Kerkhofs (84), Belgisch bisschop van Luik
- 1966 - Pieter Geijl (79), Nederlands historicus
- 1966 - Bernhard Schapiro (84), Lets-Zwitserse arts, zionist en androloog
- 1974 - Robert Pache (77), Zwitsers voetballer
- 1977 - André Soeperman (48), Surinaams politicus
- 1980 - Kenny Eaton (64), Amerikaans autocoureur
- 1980 - Marshall McLuhan (69), Canadees wetenschapper
- 1985 - Ricky Nelson (45), Amerikaans zanger
- 1993 - Zviad Gamsachoerdia (54), Georgisch schrijver, president en wetenschapper
- 1994 - Woody Strode (80), Amerikaans filmacteur
- 1997 - Floyd Cramer (64), Amerikaans pianist
- 1997 - Billie Dove (94), Amerikaans actrice
- 2002 - Aat Breur-Hibma (89), Nederlands tekenares en schilderes
- 2004 - John Chataway (57), Canadees politicus
- 2005 - Gerry Tolman (52), Amerikaans musicus, manager en producent
- 2005 - Ambroos Verheul (89), Nederlands geestelijke
- 2005 - E.Th. Waaldijk (84), Surinaams journalist en historicus
- 2006 - Liese Prokop (65), Oostenrijks atlete en politica
- 2007 - Ettore Sottsass (90), Italiaans architect en ontwerper
- 2008 - Brad Sullivan (77), Amerikaans acteur
- 2009 - Cahal Daly (92), Iers kardinaal
- 2010 - Raymond Impanis (85), Belgisch wielrenner
- 2010 - Per Oscarsson (83), Zweeds acteur
- 2010 - Frans Poptie (92), Nederlands violist
- 2012 - Geert van Dijk (88), Nederlands dammer
- 2013 - James Avery (68), Amerikaans acteur
- 2014 - Cees Bevers (88), Nederlands burgemeester en rechter
- 2014 - Arthur Valerian Wellesley (99), Brits generaal en politicus
- 2015 - Natalie Cole (65), Amerikaans jazzzangeres en actrice
- 2015 - Marvin Panch (89), Amerikaans autocoureur
- 2015 - Wayne Rogers (82), Amerikaans acteur
- 2016 - William Christopher (84), Amerikaans acteur
- 2016 - Henning Christophersen (77), Deens politicus
- 2016 - Henk Koning (83), Nederlands politicus
- 2016 - Jan den Ouden (78), Nederlands burgemeester
- 2016 - Eva Šuranová (70), Tsjecho-Slovaaks atlete
- 2017 - Edward Simons Fulmer (98), Amerikaans militair
- 2017 - Doreen Keogh (91), Iers actrice
- 2017 - Lauw Schneider (91), Nederlands burgemeester
- 2018 - Ray Sawyer (81), Amerikaans zanger
- 2020 - Tommy Docherty (92), Schots voetballer en voetbalcoach
- 2020 - Robert Hossein (93), Frans acteur en regisseur
- 2021 - Betty White (99), Amerikaans actrice
- 2022 - Sergej Baoetin (55), Russisch ijshockeyer
- 2022 - Benedictus XVI (Joseph Aloisius Ratzinger) (95), Duits paus
- 2022 - Suzanne Krol (90), Belgisch atlete
- 2022 - Barry Lane (62), Brits golfer
- 2022 - Anita Pointer (74), Amerikaans zangeres
- 2022 - Werner Pokorny (73), Duits beeldhouwer
- 2023 - Hubert van Hoof (72), Nederlands journalist en radiomaker
- 2023 - Melissa Hoskins (32), Australisch wielrenster
- 2023 - Harold Linnartz (58), Nederlands natuurkundige
- 2023 - Cale Yarborough (84), Amerikaans autocoureur
- 2024 -  Angelo Amato (86), Italiaans kardinaal
- 2024 - Nader Fergany (80), Egyptisch socioloog en econoom
- 2024 - Arnold Rüütel (96), Estisch politicus; president (2001-2006)
- 2024 - Elizabeth Schmitz (86), Nederlands politica

## Viering/herdenking

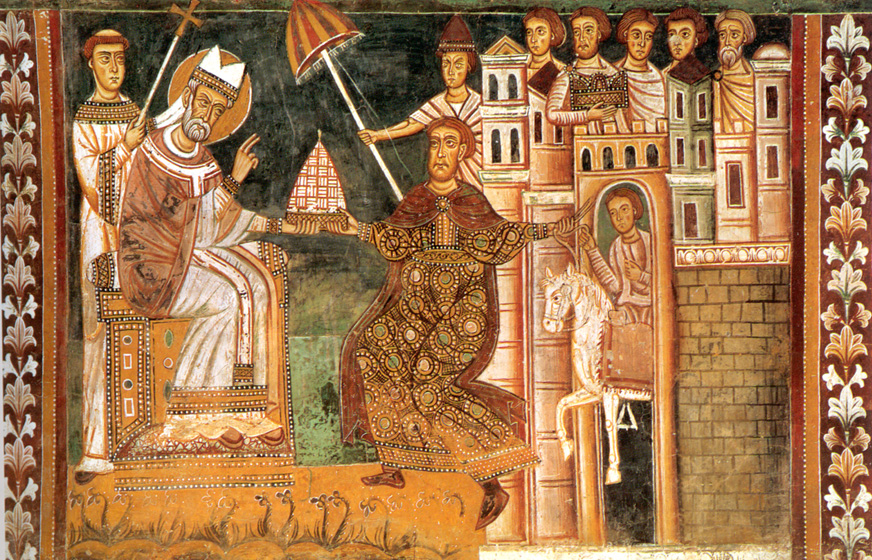
H. Paus Silvester I

- 31 december is volgens de gregoriaanse kalender de laatste dag van het jaar. Daarom wordt 's avonds oudjaar gevierd. Wereldwijd blijven veel mensen op tot na middernacht voor de viering van de jaarwisseling. In vrijwel alle landen wordt dit gevierd met het afsteken van vuurwerk.
- Dankdag voor de visserij (Urk)
- Rooms-katholieke kalender:
  - Heilige Silvester I († 335) - Vrije Gedachtenis
  - Heilige Columba (van Sens) († 273)
  - Heilige Melanie de Jongere († 439)
  - Heilige John (Franciscus) Régis († 1640)
  - Zalige Walembert van Kamerijk († 1141), Belgisch-Frans geestelijke

## Weerextremen

### Nederland
| | Officiële records | Officiële records | Officiële records |      | Landelijke records | Landelijke records | Landelijke records                              |
| Gebeurtenis | Jaar              | Extreem           | Locatie           | Jaar | Extreem            | Locatie            |                                                 |
| --- | ----------------- | ----------------- | ----------------- | ---- | ------------------ | ------------------ | ----------------------------------------------- |
| Laagste etmaalgemiddelde temperatuur (°C) | 1978              | −11,6             | De Bilt           |      | 1923               | −14,7              | Eelde                                           |
| Hoogste etmaalgemiddelde temperatuur (°C) | 2022              | 14,0              | De Bilt           |      | 2022               | 16,1               | Ell                                             |
| Laagste minimumtemperatuur (°C) | 1923              | −16,9             | De Bilt           |      | 1923               | −22,0              | Eelde                                           |
| Hoogste minimumtemperatuur (°C) | 2021              | 11,1              | De Bilt           |      | 2022               | 13,4               | Maastricht                                      |
| Laagste maximumtemperatuur (°C) | 1978              | −9,5              | De Bilt           |      | 1978               | −11,2              | Twenthe                                         |
| Hoogste maximumtemperatuur (°C) | 2022              | 15,9              | De Bilt           |      | 2022               | 17,6               | Arcen, Ell                                      |
| Hoogste uurgemiddelde windsnelheid (m/s) | 1921              | 18,5              | De Bilt           |      | 1925               | 24,7               | Vlissingen                                      |
| Hoogste windstoot (m/s) | 1958              | 23,1              | De Bilt           |      | 2006               | 28,0               | Vlieland                                        |
| Langste zonneschijnduur (uur) | 1905, 1954, 1992  | 6,7               | De Bilt           |      | 1992               | 6,9                | Herwijnen, Rotterdam, Westdorpe, Wilhelminadorp |
| Langste neerslagduur (uur) | 2017              | 15,3              | De Bilt           |      | 2011               | 18,0               | Arcen                                           |
| Hoogste etmaalsom van de neerslag (mm) | 2017              | 39,3              | De Bilt           |      | 2017               | 39,3               | De Bilt                                         |
| Laagste etmaalgemiddelde relatieve vochtigheid (%) | 1996              | 69                | De Bilt           |      | 1996               | 56                 | Vlieland                                        |
| Laagste uurwaarde luchtdruk op zeeniveau (hPa) | 1981              | 978,5             | De Bilt           |      | 1981               | 977,6              | Vlissingen                                      |
| Hoogste uurwaarde luchtdruk op zeeniveau (hPa) | 1991              | 1039,3            | De Bilt           |      | 1988               | 1040,3             | Maastricht                                      |
| Officiële records worden altijd gemeten op het KNMI-weerstation in De Bilt. Landelijke records kunnen worden gemeten op elk officieel KNMI-weerstation in Nederland. |                   |                   |                   |      |                    |                    |                                                 |

Uitzonderlijke gebeurtenissen
- 1905 - Officieel laagste minimumtemperatuur in °C van december dit jaar gemeten in De Bilt: −7,2
- 1907 - Officieel laagste minimumtemperatuur in °C van december dit jaar gemeten in De Bilt: −7,4
- 1908 - Officieel laagste minimumtemperatuur in °C van het jaar gemeten in De Bilt: −16,1
- 1908 - Officieel laagste minimumtemperatuur in °C van december dit jaar gemeten in De Bilt: −16,1
- 1923 - Landelijk maandrecord laagste etmaalgemiddelde temperatuur in °C van december gemeten in Eelde: −14,7
- 1923 - Officieel laagste minimumtemperatuur in °C van het jaar gemeten in De Bilt: −16,9
- 1923 - Officieel maandrecord laagste minimumtemperatuur in °C van december gemeten in De Bilt: −16,9
- 1923 - Landelijk maandrecord laagste minimumtemperatuur in °C van december gemeten in Eelde: −22,0
- 1931 - Officieel laagste minimumtemperatuur in °C van het jaar gemeten in De Bilt: −11,4
- 1978 - Officieel laagste minimumtemperatuur in °C van het jaar gemeten in De Bilt: −13,2
- 1992 - Officieel laagste minimumtemperatuur in °C van het jaar gemeten in De Bilt: −9,3
- 2008 - Officieel laagste minimumtemperatuur in °C van het jaar gemeten in De Bilt: −8,7
- 2017 - Officieel maandrecord hoogste etmaalsom van de neerslag in mm van december gemeten in De Bilt: 39,3
- 2019 - Eerste keer een weeralarm voor mist.
- 2021 - Laatste landelijke zachte dag van het jaar gemeten in Eindhoven en Ell (maximumtemperatuur ≥ 15 °C op een officieel weerstation). Dit is de meest late datum waarop de laatste landelijke zachte dag is gemeten. Samen met 31 december 2022.
- 2022 - Officieel maandrecord hoogste etmaalgemiddelde temperatuur in °C van december gemeten in De Bilt: 14,0
- 2022 - Landelijk maandrecord hoogste etmaalgemiddelde temperatuur in °C van december gemeten in Ell: 16,1
- 2022 - Landelijk maandrecord hoogste minimumtemperatuur in °C van december gemeten in Maastricht: 13,4
- 2022 - Officieel maandrecord hoogste maximumtemperatuur in °C van december gemeten in De Bilt: 15,9
- 2022 - Landelijk maandrecord hoogste maximumtemperatuur in °C van december gemeten in Arcen en Ell: 17,6
- 2022 - Laatste officiële zachte dag van het jaar (maximumtemperatuur ≥ 15 °C in De Bilt). Dit is de meest late datum waarop de laatste officiële zachte dag is gemeten.
- 2022 - Laatste landelijke zachte dag van het jaar gemeten in Arcen, Berkhout, Cabauw, De Bilt, Deelen, Eindhoven, Ell, Gilze-Rijen, Heino, Herwijnen, Hoogeveen, Hupsel, Lelystad, Maastricht, Rotterdam, Schiphol, Twenthe, Volkel, Voorschoten, Westdorpe, Wilhelminadorp en Woensdrecht (maximumtemperatuur ≥ 15 °C op een officieel weerstation). Dit is de meest late datum waarop de laatste landelijke zachte dag is gemeten. Samen met 31 december 2021.

### België
Dagrecords
- 1978 - Laagste etmaalgemiddelde temperatuur −9,9 °C
- 2022 - Hoogste etmaalgemiddelde temperatuur 15,5 °C[11]
- 1908 - Laagste minimumtemperatuur −13,7 °C
- 2022 - Hoogste minimumtemperatuur 13,8 °C[11]
- 2022 - Hoogste maximumtemperatuur 16,3 °C[11]
- 1882 - Hoogste etmaalsom van de neerslag 12,6 mm

Uitzonderlijke gebeurtenissen
- 1916 - Natste december-decade van de eeuw: totale neerslaghoeveelheid van 93,7 mm in Ukkel.
- 1950 - Minimumtemperatuur in de vallei van de Lesse: −23,1 °C in Rochefort.
- 1978 - Meest spectaculaire temperatuurdaling met 17,3 °C in 24 uur in Ukkel (max.temp. 30ste: 7 °C en min. temp. 31ste: −10,3 °C).

<< · 1 · 2 · 3 · 4 · 5 · 6 · 7 · 8 · 9 · 10 · 11 · 12 · 13 · 14 · 15 · 16 · 17 · 18 · 19 · 20 · 21 · 22 · 23 · 24 · 25 · 26 · 27 · 28 · 29 · 30 · 31 · >>